# 도호쿠 (홋카이도)
도호쿠 지방(일본어: 道北, どうほく)은 홋카이도의 지역구분으로 홋카이도의 북부를 의미한다.
- 소야 종합진흥국
- 루모이 진흥국
- 가미카와 종합진흥국